# Augusto Sosa Laprida
Augusto Guillermo Sosa Laprida (Argentina, 3 de enero de 1919 -?) fue un militar. Se destacó en sus dos gestiones como de facto Gobernador de Formosa, el primer mandato en 1962 y el segundo mandato durante 7 años  entre 1966 y 1973.

## Biografía
Augusto Guillermo Sosa Laprida nació en Buenos Aires, el 3 de enero de 1919, siendo su padre el mayor Augusto Laprida, fallecido durante un  entrenamiento, luego de recibir una herida de bala en el estómago, por error. Su madre fue entrerriana, residía en Buenos Aires donde contrajo matrimonio con el Mayor Laprida (padre). Se casaron en la iglesia rosarina de Parroquia Nuestra Señora de La Mercedes. Ingresó en el Colegio Militar de la Nación.
Superó el rango de su padre en 1955, contrae matrimonio en 1956 con Gabriela Velázquez, bonaerense radical nacida en la década de los años 1930. En 1957 asciende al rango de Coronel, y al año siguiente nacen sus dos hijos; Augusto y Guillermo.

### Primer mandato como gobernador de Formosa, 1962
En 1962, se produce el encarcelamiento de Frondizi tras un golpe de Estado con lo cual asume como presidente de facto José María Guido, quién lo designa el día 24 de abril como interventor de facto de la naciente Provincia de Formosa. Durante este mandato nombró Presidente Municipal a Jorge Arcapalo, del 26 de abril de 1962 al 23 de julio de 1962.

### Segundo mandato (1966 - 1973), y últimos años
Al producirse el golpe de Estado encabezado por Juan Carlos Onganía, es nombrado gobernador de facto nuevamente por el Teniente General Onganía. Tuvo 7 años de gestión con lo cual estableció las mismas leyes que el gobierno nacional. Con el llamado de elecciones de 1973, es elegido sin proscripciones como su sucesor Antenor Gauna. No se sabe la fecha cuando falleció, se estima que en la década de los 90, y en los años 2000. Durante su gobernación de facto ordenó el cierre del Instituto Universitario Pereira  que dependía de la Universidad Nacional del Nordeste (UNNE).